# Kyrkan i Árbæjarsafn

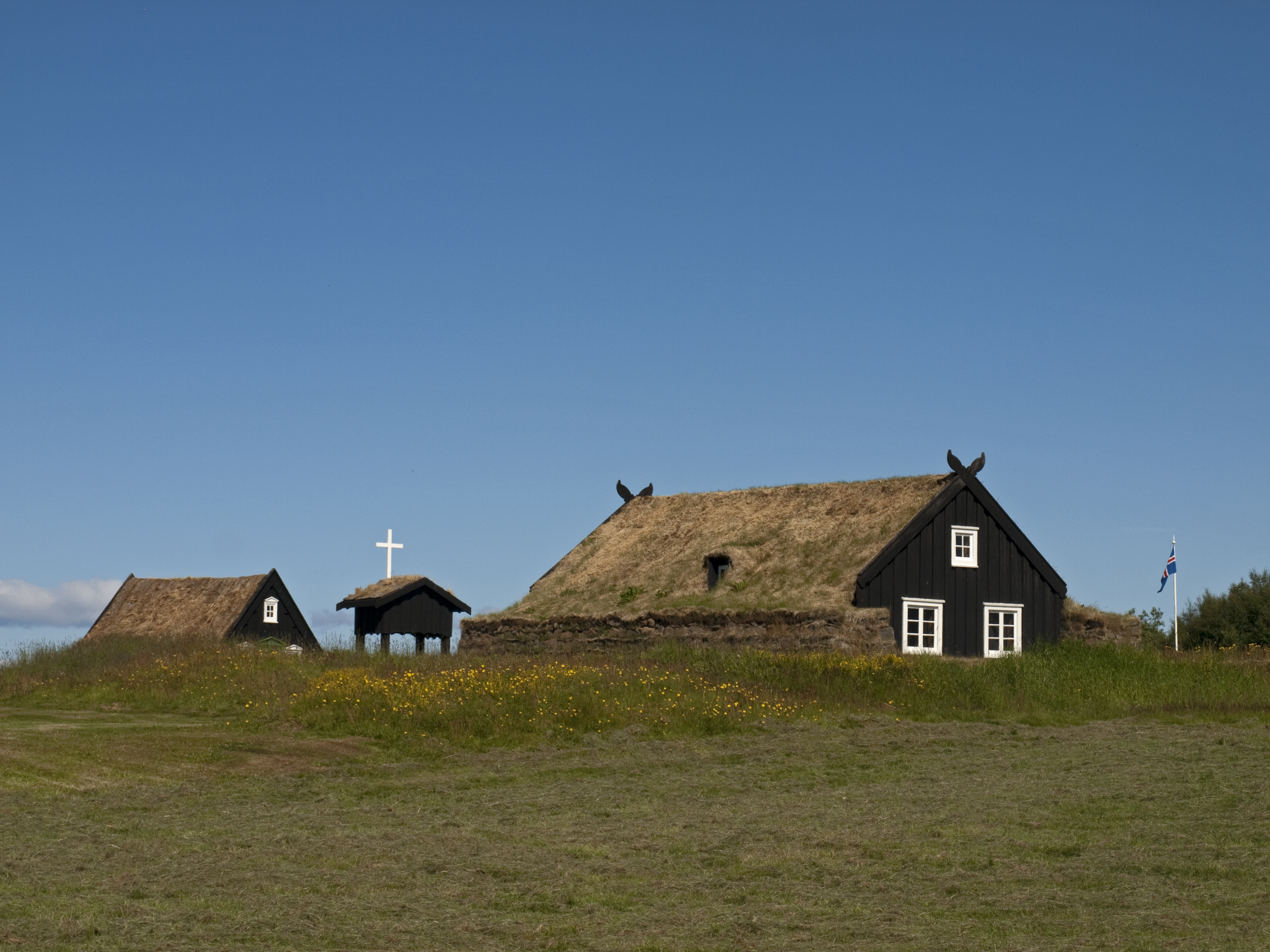
Árbæjarsafnkirkja

Kyrkan i Árbæjarsafn är en isländsk torvkyrka på friluftsmuseet Árbæjarsafn i Reykjavik i Island.
Kyrkan i Árbæjarsafni är av den typ som uppfördes på 1800-talet i Island och kommer från Silfrastaðir i Skagafjörður, där den ursprungligen uppfördes av timmermannen Jón Samsonarson 1842. År 1896 byggdes en ny kyrka och av delar till den gamla byggdes ett badhus. Detta revs 1959, och virke kunde utnyttjas för en återuppbyggnad i Reykjavik.  
Av original inredning från den gamla kyrkan finns bland annat en predikstol.
Kyrkan återuppbyggdes på friluftsmuseet i Reykjavik 1960–1961. Den är en av sex kvarvarande torvkyrkor i Island.